# 安康羊
安康羊（英語：Ancon sheep）是一种家羊，有着长躯体和极短的短腿，且前腿是弯曲的。该术语通常用于指代由生于1791年马萨诸塞州的一只羊所繁育的后代。该品种由人工选择而成，并维持其无法跳越围栏的性状，但当不再需要时，于1876年灭绝。
“安康”的名称也用于指其他具有相同表现型品系的绵羊，例如从生于1919年的个体繁育的挪威原种，和从生于1962年的个体繁育的德州原种。在科学家不再需要他们的基因用作研究后，也让这些谱系灭绝。
英国莱斯特的考古发掘还发现，约公元1500年出现了有安康羊特征的掌骨、跖骨、趾骨，从而表明该表现型至少已独立出现过四次。
安康羊的独特特性是由一个隐性侏儒突变引起的，其往往能导致瘫痪。该突变的具体作用是能导致软骨营养不良。

## 生物学历史上的意义
尽管安康羊为数不多、其貌不扬，它在生物学历史上的贡献却是巨大的。查尔斯·达尔文的《物种起源》中有几章指明安康羊作为他的论点，即后代从父母继承独特特征的一个例子。通过它所驳斥的观点，即博物学家和育种者长期持有的信念：遗传性状是由父母的性状“混合”而成的，也许能更好地理解这个概念。如果这是真的，那么安康羊与一只普通羊后代的身高就应介于父母两者之间。相反，产生的后代要么是安康的，或是普通的，从而支持了达尔文的观点。